# Марципановая картошка
Марципа́новая карто́шка (нем. Marzipankartoffeln) — немецкое кондитерское изделие шарообразной формы, состоящее из марципана, сахарной пудры и покрытое какао порошком. Имеет некоторое сходство с пирожным «картошка».
Марципановая картошка может изготавливаться из миндальной массы с сахаром и розовой водой. В дефицитные военные годы «марципановую картошку» готовили из манной крупы с капелькой миндального масла.